# Mas Pils
El Mas Pils és un mas que hi ha al terme municipal de Rabós, a l'Alt Empordà està situat en la capçalera del riu Orlina, al costat de la carretera que mena a Banyuls de la Marenda, bastant allunyat del nucli urbà i a només un parell de quilòmetres del Coll de Banyuls. El mas havia estat propietat del monestir benedictí de Sant Quirze de Colera i fou venut en la desamortització al general liberal empordanès Josep Antoni de Nouvilas, els descendents del qual encara en són els propietaris. Actualment està en runes i sense habitar.
A prop d'aquest mas hi ha el Dolmen de les Comes Llobes dels Pils.